# Кирпичное (Томская область)
Кирпичное — деревня в Чаинском районе Томской области России. Входит в состав Подгорнского сельского поселения.
Население 35 чел. (2021) .

## География
Находится на востоке региона, на реке Икса, в 50 метрах от юго-западной окраины села Подгорное. Улица одна — Иксинская.
Климат
Находится на территории, приравненной к районам Крайнего Севера.

## История
Основана в 1930 г как спецпереселенческий поселок Кирпичный. По данным на 1938 г. посёлок относился к Подгонской поселковой комендатуре, в нём размещалось 164 семьи спецпереселенцев, в том числе 45 мужчин, 49 женщин и 70 детей до 16 лет.
В соответствии с Законом Томской области от 10 сентября 2004 года № 205-ОЗ деревня вошла в состав образованного муниципального образования Подгорнское сельское поселение.

## Население
| 1938 | 1940 | 1956 | 1995 | 1996 | 1997 | 1998 | 1999 | 2002 |
| ---- | ---- | ---- | ---- | ---- | ---- | ---- | ---- | ---- |
| 164  | ↗301 | ↘237 | ↘79  | →79  | ↗83  | ↘74  | ↗75  | ↘60  |
| 2010 | 2012 | 2013 | 2014 | 2015 | 2021 |      |      |      |
| ↘55  | ↘53  | ↘51  | ↘49  | ↗50  | ↘35  |      |      |      |

## Инфраструктура
Личное подсобное хозяйство.

## Транспорт
Просёлочные дороги, выезд на трассу 69К-6.